# Барон Спенс
Барон Спенс из Блэрсанкуара в графстве Файф — наследственный титул в системе Пэрства Соединённого королевства. Он был создан 20 августа 1959 года для адвоката и консервативного политика, сэра Патрика Спенса (1885—1973). Ранее он заседал в Палате общин Великобритании от Эшфорда (1933—1943) и Южного Кенсингтона (1950—1959). 
По состоянию на 2024 год носителем титула являлся его правнук, Патрик Натаниэль Джордж Спенс, 4-й барон Спенс (род. 1968), который сменил своего отца в 2001 году.
Бароны Спенс являются наследственными вождями шотландского равнинного клана Спенс.

## Бароны Спенс (1959)
- 1959—1973: Уильям Патрик Спенс, 1-й барон Спенс (9 августа 1885 — 15 ноября 1973), старший сын Натаниэля Спенса (1850—1933)[1];
- 1973—1984: Уильям Джордж Майкл Спенс, 2-й барон Спенс (18 сентября 1914 — 19 ноября 1984), старший сын предыдущего[2];
- 1984—2001: Патрик Майкл Рекс Спенс, 3-й барон Спенс (22 июля 1942 — 5 января 2001), старший сын предыдущего[3];
- 2001 — настоящее время: Патрик Натаниэль Джордж Спенс, 4-й барон Спенс (род. 14 октября 1968), старший сын предыдущего[4];
  - Наследник титула: достопочтенный Питер Латхаллан Спенс (род. 3 марта 2000), единственный сын предыдущего[5].